# 1874 en sociologie
| Années de la sociologie : 1871 - 1872 - 1873 - 1874 - 1875 - 1876 - 1877    |
| Décennies de la sociologie : 1840 - 1850 - 1860 - 1870 - 1880 - 1890 - 1900 |

Cet article présente les événements de l'année 1874 dans le domaine de la sociologie. 

## Publications

### Livres
- Francis Galton, English men of science : their nature and nurture
- Pierre Guillaume Frédéric Le Play, La réforme sociale en France déduite de l’observation comparée des peuples Européens
- Pierre Guillaume Frédéric Le Play, L’Accord des partis politiques. Lettre de M. Lucien Brun, réponse de M. F. Le Play, Tours, Alfred Mame et fils
- Henry Sidgwick, The Method of Ethics
- Herbert Spencer, Principes de sociologie

## Naissances
- 22 août : Max Scheler (mort le 19 mai 1928), philosophe et sociologue allemand.
- Paul Fauconnet (mort en 1938), sociologue français.

## Décès
- 17 février : Adolphe Quetelet (né le 7 février 1796), mathématicien, astronome, statisticien et sociologue belge.